# Narcissus papyraceus subsp. panizzianus
Narcissus papyraceus subsp. panizzianus és una espècie herbàcia, perenne i bulbosa que pertany a la família de les amaril·lidàcies. És originària de Portugal, sud-oest d'Espanya, França i Itàlia.

## Descripció
És una planta bulbosa amb les flors de color blanc. La inflorescència conté fins a 20 flors fortament perfumades en una umbel·la. Es distribueixen des del sud d'Europa al nord d'Àfrica.

## Taxonomia
Narcissus papyraceus subsp. panizzianus va ser descrita per (Parl.) Arcang. i publicat a Compendio della Flora Italiana ed. 2: 148, l'any 1894.
Etimologia
Narcissus nom genèric que fa referència del jove narcisista de la mitologia grega Νάρκισσος (Narkissos) fill del déu riu Cefís i de la nimfa Liríope; que es distingia per la seva bellesa.
El nom deriva de la paraula grega: ναρκὰο, narkào (= narcòtic) i es refereix a l'olor penetrant i embriagant de les flors d'algunes espècies (alguns sostenen que la paraula deriva de la paraula persa نرگس i que es pronuncia Nargis, que indica que aquesta planta és embriagadora).
papyraceus: epítet llatí que significa "com a paper".
Sinonímia
- Narcissus panizzianus Parl., Fl. Ital. 3: 128 (1858).
- Narcissus tazetta var. panizzianus (Parl.) Baker, Gard. Chron. 1869: 1015 (1869).
- Narcissus papyraceus var. panizzianus (Parl.) Nyman, Consp. Fl. Eur.: 711 (1882).
- Narcissus tazetta subsp. panizzianus (Parl.) Baker, Handb. Amaryll.: 8 (1888).
- Narcissus barlae Parl., Fl. Ital. 3: 129 (1858).
- Narcissus papyraceus subsp. barlae (Parl.) Nyman, Consp. Fl. Eur.: 711 (1882).[4]